# Elimia cylindracea
Elimia cylindracea är en snäckart som först beskrevs av Conrad 1834.  Elimia cylindracea ingår i släktet Elimia och familjen Pleuroceridae. Inga underarter finns listade i Catalogue of Life.